# Miniatyrrosor
Miniatyrrosor (Rosa Miniatyrrosgruppen) är en grupp av rosor.

## Sorter

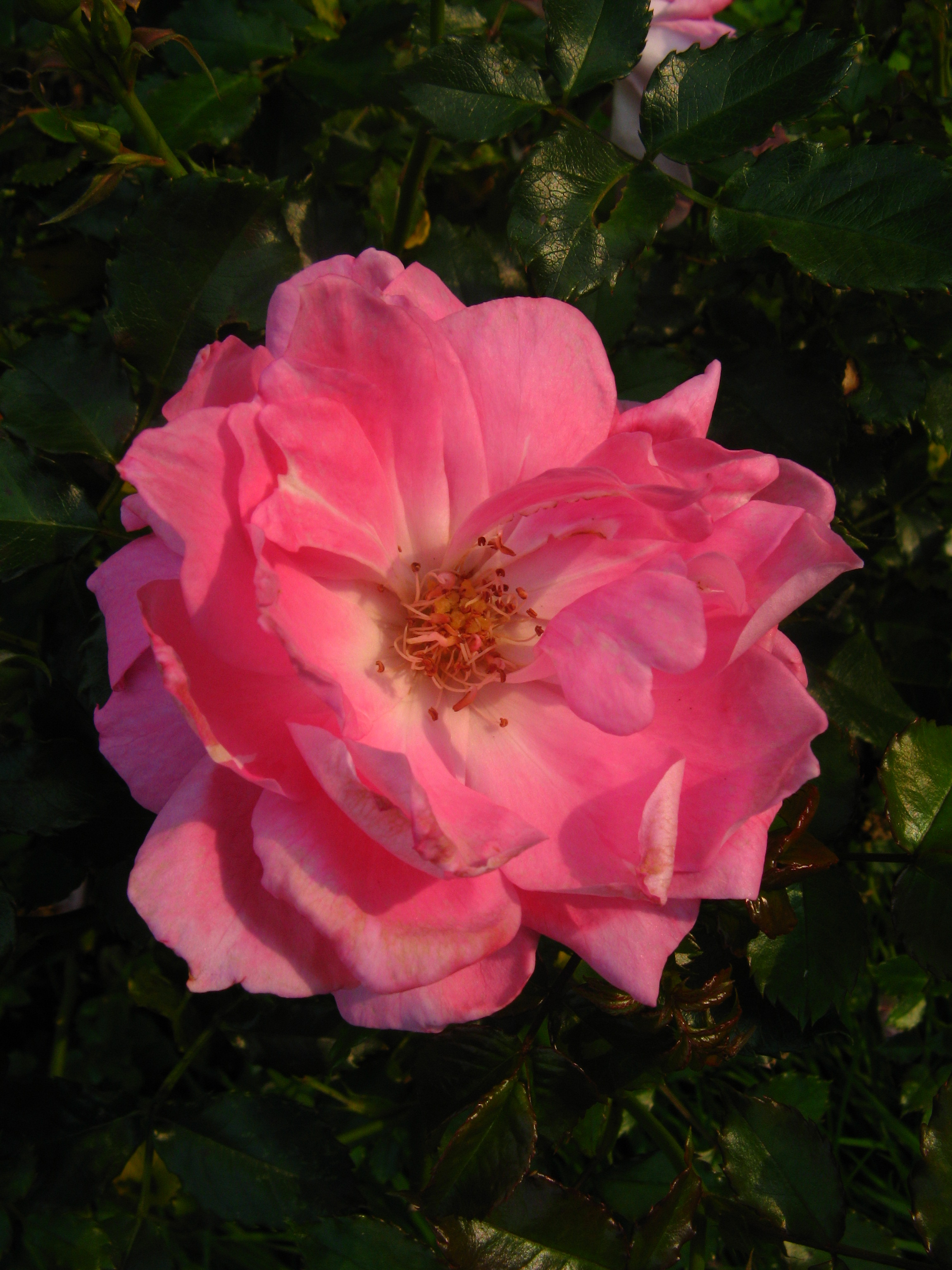
'Bubikopf', Evers 1986
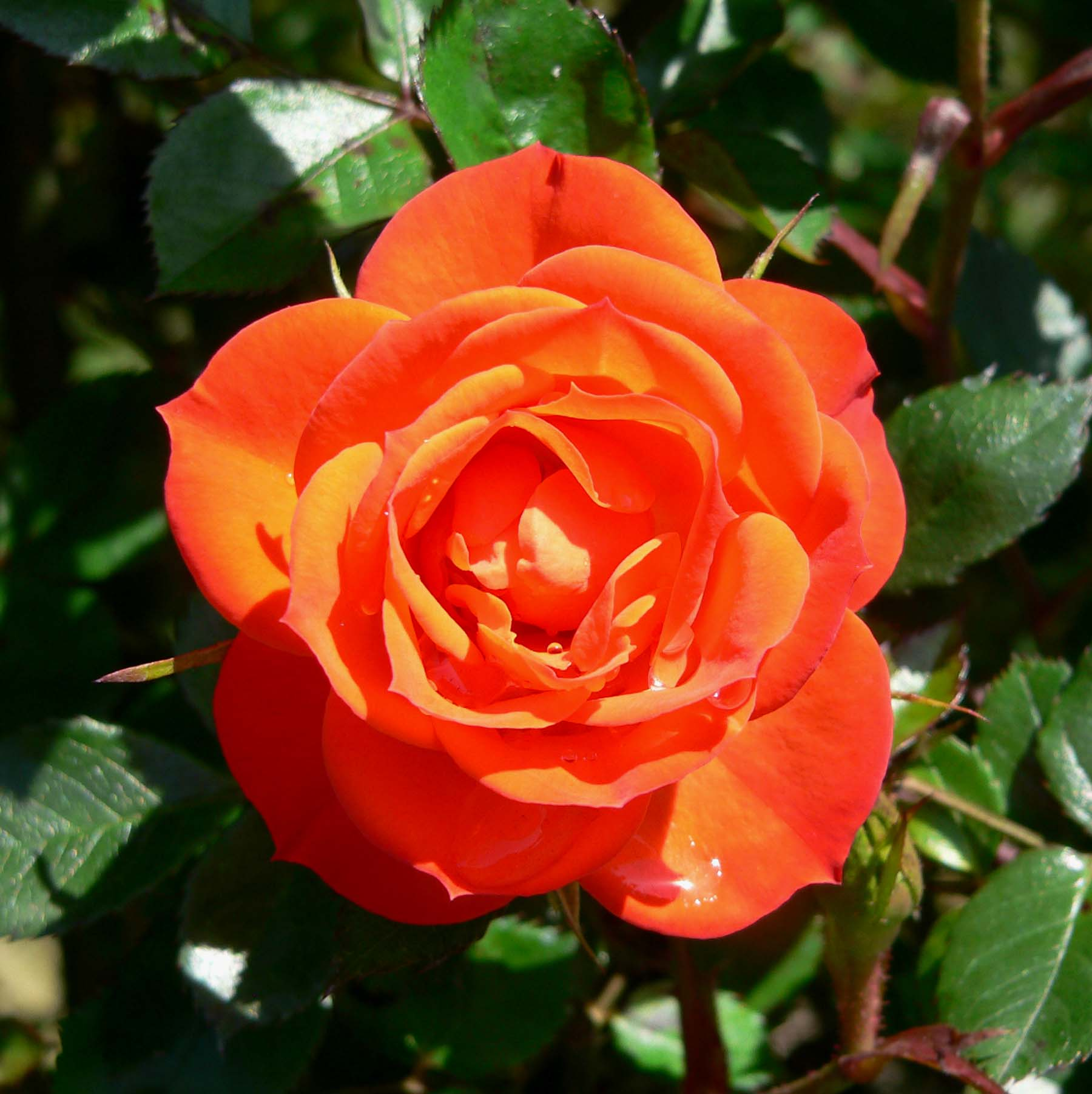
'Cricket', Christensen 1978

- Wikimedia Commons har media som rör Miniatyrrosor.